# Carta de Drets Socials de la Comunitat Valenciana
La Carta de Drets Socials de la Comunitat Valenciana és una declaració de drets per a l'àmbit valencià que està prevista al preàmbul i a l'art. 10.2 de l'Estatut d'autonomia de la Comunitat Valenciana (LO 1/2006). Aquesta carta es va concretar posteriorment amb la Llei 4/2012, de 15 d'octubre, de la Generalitat per la que s'aprova la Carta de Drets Socials de la Comunitat Valenciana (DOCV 18 octubre 2012; BOE 7 novembre 2012).
El gener de 2012, el Ple del Comité Econòmic i Social de la Comunitat Valenciana va emetre dictamen favorable de l'avantprojecte, fet per diverses institucions, les conselleries, entitats i representants dels serveis socials valencians.

## Contingut
La Llei 4/2012 s'estructura en 53 articles repartits entre sis títols més un títol preliminar amb tres disposicions finals.
Títol preliminar (Arts. 1-11)
Explica l'objectiu de la Carta de Drets Socials del País Valencià i estableix uns principis que s'aplicarien als menors, als joves, la gent major i les persones amb diversitat funcional.
Títol I
En el capítol I explica els principis, drets i directrius de la política social.
En el capítol II es refereix a la pobresa i exclusió social.
En el capítol III, a l'educació pública.
En el capítol IV, a la sanitat.
Títol II
Aquest títol tracta sobre la igualtat entre home i dona. Establint unes disposicions generals al primer capítol i establint el principi d'igualtat en l'àmbit laboral en el segon capítol i en el sistema educatiu en el tercer i últim capítol.
Títol III
En aquest títol es defén la família i les seues qüestions relatives: la maternitat, la paternitat, la conciliació de la vida personal, familiar i laboral, els menors i les famílies nombroses. En el segon capítol reconeix la protecció de les unions legalitzades.
Títol IV
Aquest títol tracta sobre les persones amb discapacitat. En el primer capítol estableix disposicions generals; en el segon, ajudes i prestacions públiques, i en el tercer, garanteix l'ús de la llengua de signes.
Títol V
Aquest títol tracta sobre els immigrants. El primer capítol tracta els principis rectors de l'actuació de la Generalitat Valenciana amb la integració dels immigrants i el segon i últim, sobre els drets socials d'aquests.
Títol VI
Aquest títol tracta sobre el sistema que garanteix que es complisquen els drets de la Carta de Drets. Declara els següents mandats: la "vinculació dels poders públics als drets en ella reconeguts (art. 50.1)", l'establiment de recursos als Pressupostos de la Generalitat Valenciana (art. 51), estableix que el Síndic de Greuges del País Valencià defenga els drets de la Carta davant els poders públics (art. 50.2), regula l'emissió d'informes fets pel Consell Jurídic Consultiu de la Comunitat Valenciana, del Comité Econòmic i Social i del Consell Valencià de Cultura sobre les normes que desenvolupen la Carta (art. 52) i en l'últim artícle (art. 53) fa que les "administracions públiques autonòmiques garantisquen el dret dels valencianoparlants a ser atesos en la seua llengua" en el territori valencià.
Disposicions finals
Les tres disposicions finals són: l'habilitació en competències, el desenvolupament del reglament de la mateixa pel Consell de la Generalitat Valenciana i l'entrada en vigor (19 d'octubre de 2012).